# 尾張七宝

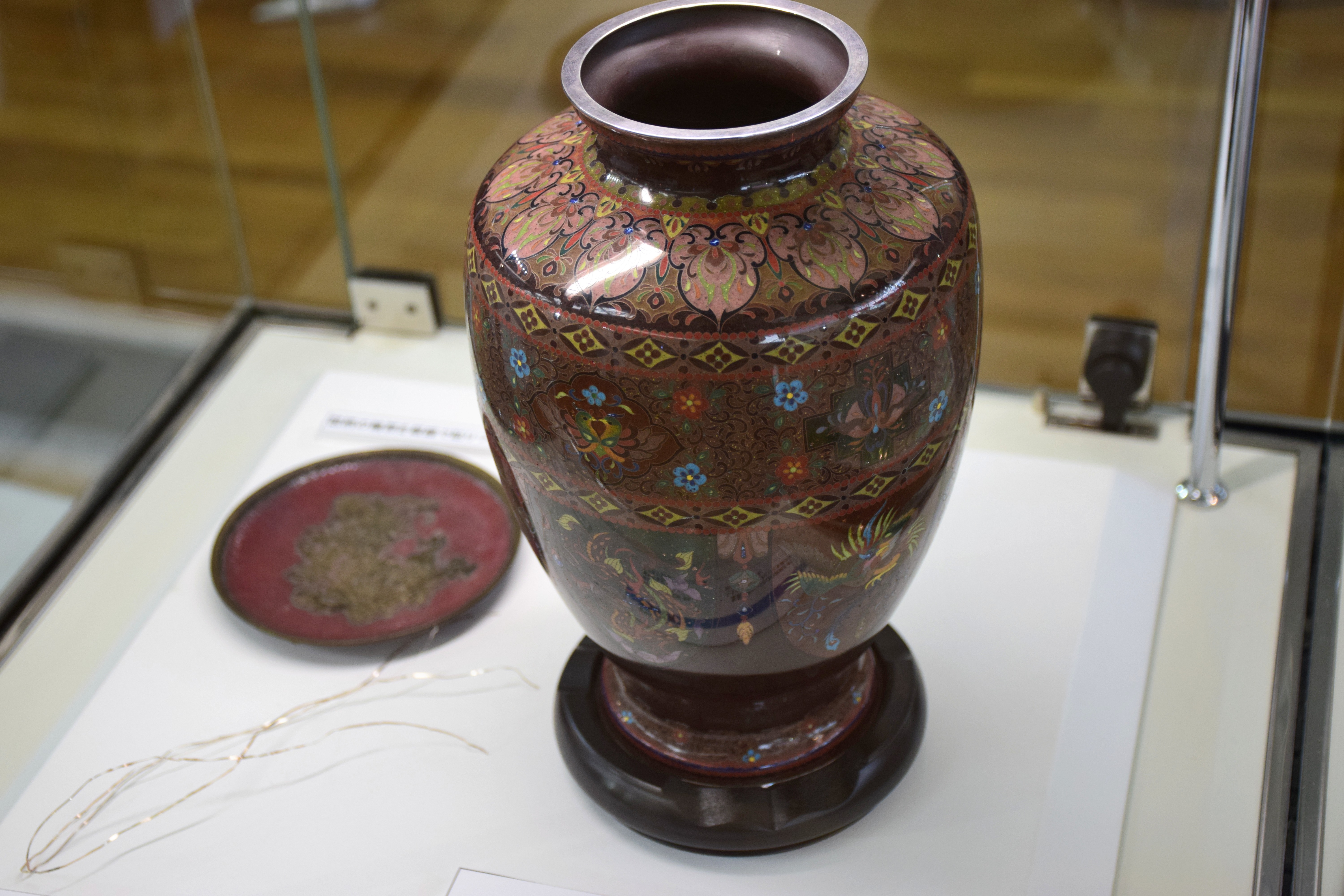
尾張七宝

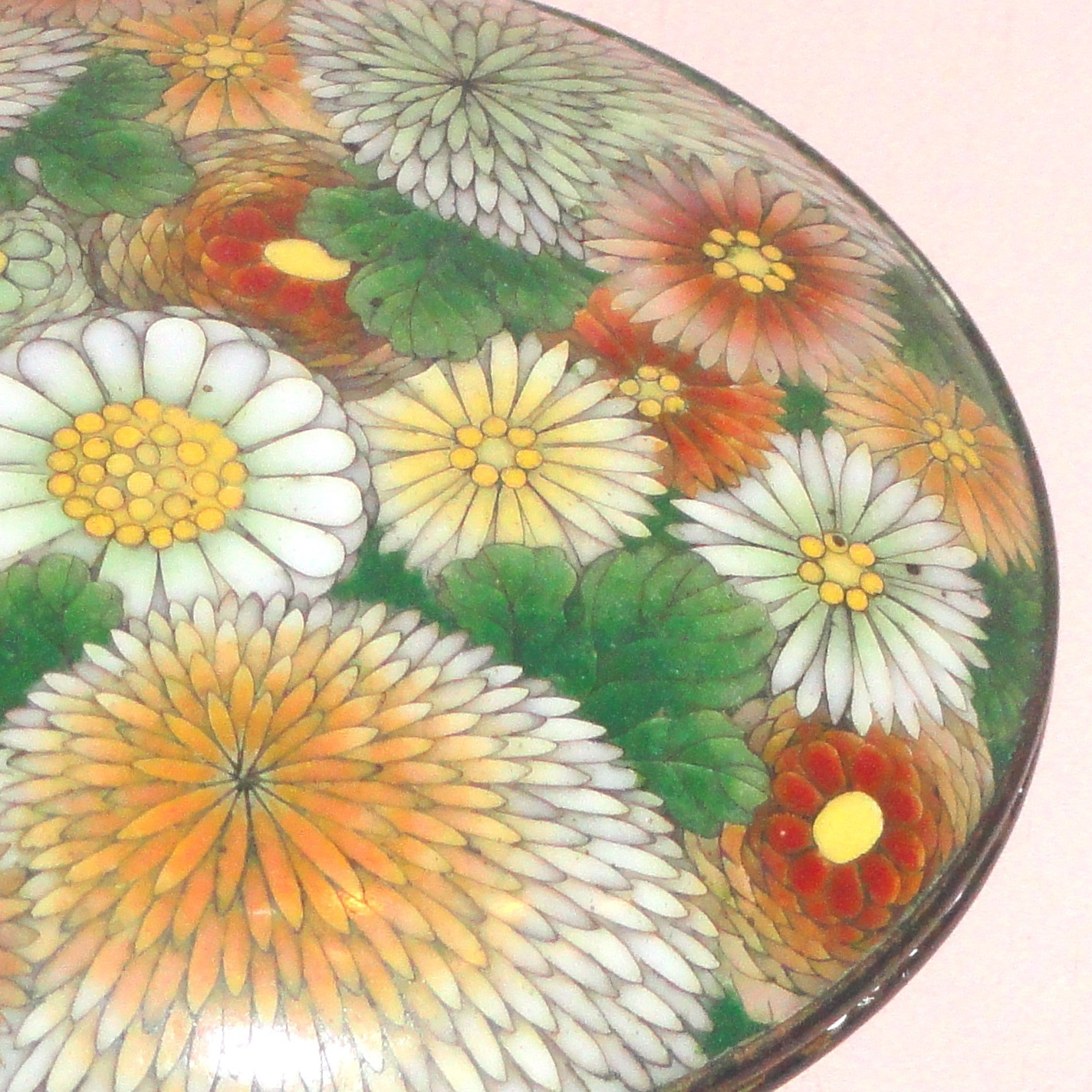
菊紋楓枝文七宝瓶・安藤七宝川出柴太郎の有線七宝

尾張七宝（おわりしっぽう）は、愛知県あま市および名古屋市における七宝焼きであり、経済産業省指定の伝統工芸品である (第29次指定・平成7年4月5日) 。地域団体商標として登録されている。
天保年間（1830～1844年）尾張国に住む梶常吉が、オランダ船により輸入された七宝の皿を手がかりとして、製造法を発見して改良を加えたのが始まりとされる。銅または銀の金属素地を用い、その表面にガラス質の釉薬を施し、花鳥風月、風景などの図柄をあしらう点が特徴である。図柄の輪郭となる部分に銀線を施す有線七宝が尾張七宝の代表的な技術である。
あま市の七宝地区では、地場産業として七宝焼による工芸品の製造が盛んである。製品としては主に、花瓶、額、飾り皿、宝石箱等がある。著名な製造者としては、名古屋市中区栄に事業所を置く「安藤七宝店」、認定伝統工芸士として登録されている「加藤七宝製作所」（名古屋市西区）、発祥の地である七宝町に代々窯元を置く「田村七宝工芸」などがある。